# 拿破崙一世和約瑟芬皇后的加冕禮

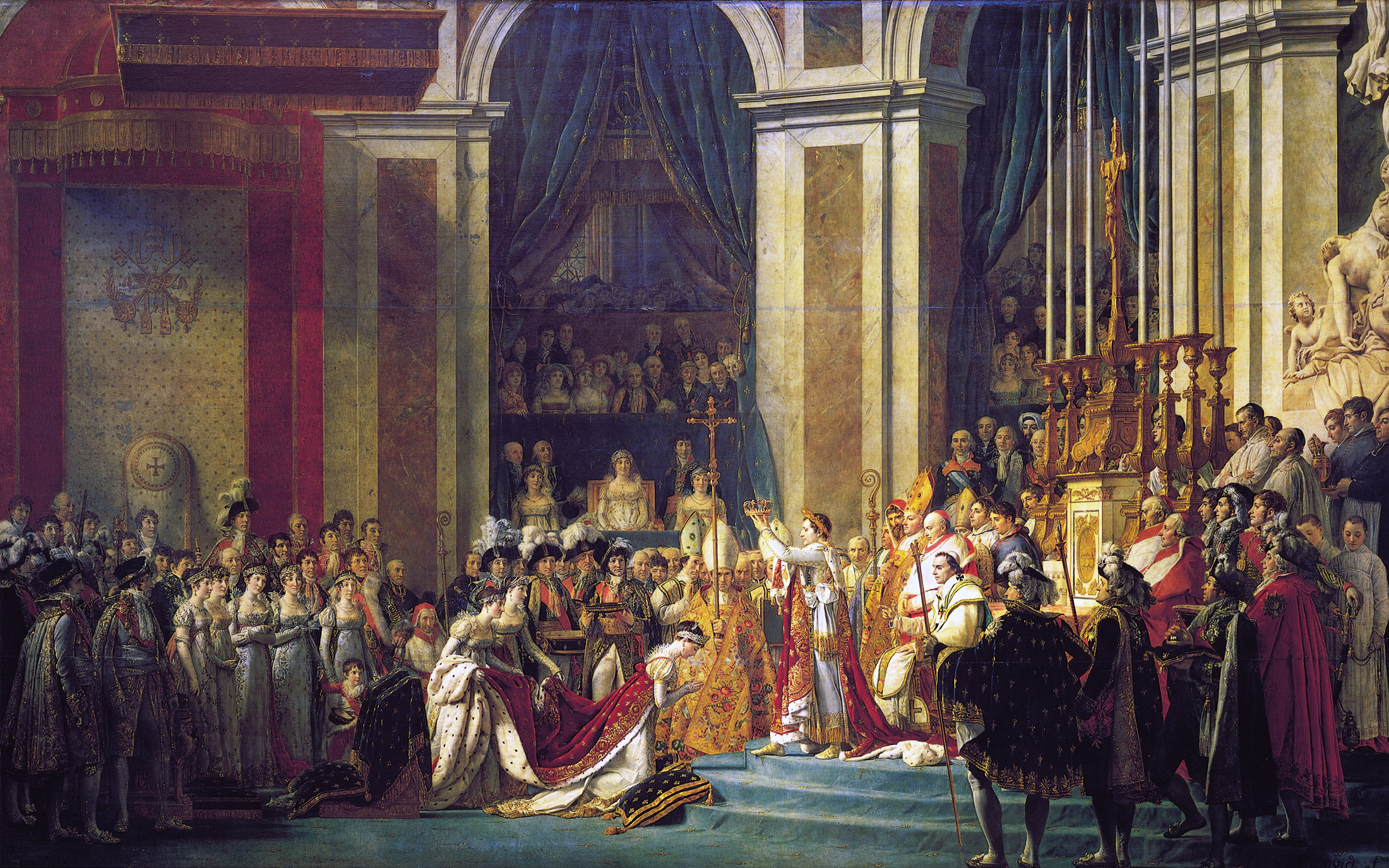
雅克-路易·大卫的油画《拿破仑的加冕礼》（1808年，卢浮宫博物馆）

拿破仑的加冕礼是拿破仑·波拿巴在1804年5月18日成为法兰西帝国皇帝的加冕仪式。加冕的宗教仪式于1804年12月2日由教宗庇护七世在巴黎圣母院主持。仪式进行了5个小时。雅克-路易·大卫为此作了两幅油画：《拿破仑的加冕礼》和《授鹰旗》。